# Мария Алиса Австрийская
Мария Алиса Австрийская (15 января 1893, Пресбург — 1 июля 1962, Хальбтурн) — эрцгерцогиня Австрийская, принцесса Чешская, Венгерская и Тосканская по рождению. Младшая дочь герцога Фридриха Австрийского и Изабеллы фон Круа.

## Жизнь
Мария Алиса была восьмой дочерью в семье. Среди её сестёр были герцогиня Пармы и Пьяченцы Мария Анна и наследная принцесса Саль-Сальмская Мария Кристина. Её двоюродным братом был король Испании Альфонсо XIII.
8 мая 1920 года в Швейцарии Мария Алиса вышла замуж за барона Фридриха Вальдботта фон Басенхейма (1889—1959). Марии Алисе на тот момент было 27 лет, а Фридрих был на три года её старше. Они обосновались в Венгрии, где управляли поместьями своей семьи.
До конца Второй мировой войны в 1945 году Мария Алиса и её муж оставались землевладельцами в Венгрии, однако они потеряли своё имущество после экспроприации в 1945 году и покинули страну, чтобы избежать коммунистов. Они переехали в Баварию в поместье своего зятя графа Ганса Фейта фон Тёрринг-Йеттенбаха, который женился на их старшей дочери. Их второй сын, Пауль, унаследовал замок Хальбтурн после смерти единственного брата Марии Алисы, эрцгерцога Альбрехта, в 1955 году.

## Дети
У Марии Алисы было шестеро детей, все были рождены в Венгрии:
- Баронесса Мария Имакулата фон Басенхейм (1921—?), с 1947 года замужем за графом Гансом Герибертом фон Тёрринг-Йеттенбахом (1903—1977), сыном графа Ганса Фейта фон Тёрринг-Йеттенбаха и Софии Адельгейды Баварской. У них было пятеро детей:

- Графиня Алиса Мария фон Тёрринг-Йеттенбах (р. 1949)
- Графиня Мари-Жозе фон Тёрринг-Йеттенбах (р. 1950)
- Граф Ганс-Каспар фон Тёрринг-Йеттенбах (р. 1953), с 1980 года женат на графине Елизавете Вальдбургской (р. 1954). Имеет пятерых детей и четырёх внуков.
- Граф Максимилиан-Гауденц фон Тёрринг-Йеттенбах (1955—1997)
- Графиня София Мария фон Тёрринг-Йеттенбах (р. 1957)

- Барон Антон Вальдботт фон Басенхейм (р. 1922), с 1960 года женат на Тее Шонпфлаг (р. 1938). Имеют четверо детей:

- Барон Кристиан Вальдботт фон Басенхейм (р. 1961), женат
- Баронесса Кристина Вальдботт фон Басенхейм (р. 1963)
- Барон Петер Вальдботт фон Басенхейм (р. 1966), женат
- Баронесса Алиса Вальдботт фон Басенхейм (р. 1966), сестра-близнец Петера, замужем

- Барон Пауль Вальдботт фон Басенхейм (1924—2008), с 1958 года женат на графине Марии Терезе Викенбург-Капеллини (р. 1929)
- Баронесса Изабелла фон Басенхейм (1926—2009), с 1952 года замужем за графом Понграчем Сомсирчем де Саардом (1920—2013). Имела трёх сыновей:

- Граф Иштван Сомсирч де Саард (р. 1953)
- Граф Габор Сомсирч де Саард (р. 1955), женат, имеет дочь
- Граф Кристоф Сомсирч де Саард (р. 1960), женат, имеет двух дочерей

- Баронесса Стефани Вальдботт фон Басенхейм (1929—2012), с 1955 года замужем за графом Йоханном фон Кёнигсегг-Олендорфом (р. 1925). У них было трое детей:

- Графиня Изабелла фон Кёнигсегг-Олендорф (р. 1956), замужем, имеет двух сыновей
- Граф Максимилиан фон Кёнигсегг-Олендорф (р. 1958), женат, имеет четверо детей
- Граф Маркус фон Кёнигсегг-Олендорф (р. 1963), имеет трёх детей и двое внуков

- Барон Йозеф Вальдботт фон Басенхейм (р. 1933)